# Aphaniosoma bartaki
Aphaniosoma bartaki är en tvåvingeart som beskrevs av Ebejer 1998. Aphaniosoma bartaki ingår i släktet Aphaniosoma och familjen gulflugor. Inga underarter finns listade i Catalogue of Life.